# 無症候性炎症性前立腺炎
無症候性炎症性前立腺炎（むしょうこうせいえんしょうせいぜんりつせんえん、英: Asymptomatic inflammatory prostatitis）とは、原因の全く判らない前立腺炎を意味する。急性・慢性細菌性前立腺炎、慢性骨盤痛症候群（CPPS）など、骨盤痛または感染の何れかを特徴とする他の前立腺炎とは区別される。前立腺肥大症の男性によくみられる所見であるが、感染が認められず症状も無いため統計的には前立腺炎には分類されないという変な病気である。

## 定義
無症候性炎症性前立腺炎は原因不明、何の自覚症状も無い、手術や前立腺の生検で取った組織に炎症が見つかった場合にたまたま偶然わかる前立腺炎の事である。しかし何の症状も認められていないため、本当に臨床的に意味があるのかどうか現在まで全く分かっていない前立腺炎である。この無症候性炎症性前立腺炎は割合多く、生前に何にも前立腺炎のような症状が無かった人でも解剖して見るとかなりの人に見つかる場合がある。しかし何も症状が無いわけであるから、統計的には前立腺炎には分類されない。